# Heroes of the Storm
A Heroes of the Storm egy ingyenesen játszható („free to play”), mikrotranzakciós MOBA (avagy „team brawler”) videójáték, ami a Warcraft III: The Frozen Throne című valós idejű stratégiai játék egy módtérképe (a „DotA”) mintájára készült. A játékban a fejlesztő Blizzard Entertainment általa létrehozott WarCraft-, StarCraft-, Diablo- és Overwatch-univerzum illetve a három nagy franchise-ot megelőző „klasszikus” játékok hőseivel lehet különféle pályákon helyt állni. A videójáték 2015. június 2-ától vált szabadon letölthetővé.

## Megjelenés
2014. március 13-án indult a játék zárt alfa verziója. A Battle.net rendszeren keresztül sorsolták ki az alfa meghívókat. A 2014-es Blizzconon a Blizzard bejelentette, hogy a zárt béta verzió 2015. január 13-án indul, majd 2015. május 19-én elindult a nyílt béta, amelyhez bárki csatlakozhatott, aki rendelkezik Battle.net-es felhasználói fiókkal.

### Jogi problémák a játék nevét illetően
Eredetileg a játék neve Blizzard Dota lett volna, ám a Valve Corporation alkalmazta a Defense of the Ancients mód alkotóját, és bejelentették a Dota 2, mint önálló fejlesztésű játék megszületését. A Blizzard és a Valve is magáénak tartva a Dota nevet jogi útra próbálták terelni az ügyet, két cég végül megállapodott a név használatában és leálltak a további jogi lépésekről. De a megegyezés előtt, a cégek jogi precedensekkel fenyegették egymást. A Blizzard Entertainment használhatja a Dota nevet a Warcraft III-hoz és Starcraft II-höz a közösség által készített pályáknál, vagyis nem kereskedelmi használatban, míg a Valve a Dota 2 nevet.
Rob Pardo, a Blizzard munkatársa később elmondta, hogy a tervezett All-Stars cím végső soron jobban is tükrözi a játék kialakítását. 2013-ban a fejlesztők átnevezték a játékot Heroes of the Stormra és ezután ezen a néven folytatódott a fejlesztés.

## Játékmenet
A Heroes of the Storm játékmenete alapvetően megegyezik a többi MOBÁ-éval; egy csapatnyi hősnek kell lerombolnia az ellenség állásait, míg el nem érik az ellenség bázisának magját. Ugyanakkor számos komoly különbség teszi vetélytársainál egyedibbé a játékot.

### Módok
- Versus A.I.: A játékosok a mesterséges intelligencia ellen. Lehetőség van beállítani a mesterséges intelligencia nehézségét, illetve hogy gépi szövetségesekkel lehessen játszani. Ez utóbbi esetben viszont ha a játékos egyedül játszik, a meccs végeztével nem kap tapasztalati pontot se ő, se a játszott hőse. Ebbe a módban található a "kiképzés" (training) is, ahol megismerheti a kezdő játékos az alapokat, természetesen ugyancsak a mesterséges intelligencia ellen.
- Quick Match („Gyors meccs”): A normál mód, ahol mindkét csapatban játékosok vannak.
- Unranked (Nem rangsorolt): Ebben a módban a játékosok előre tudják a rendszer által kiválasztott csatamezőt, és ú.n. "draft" módban meghatározzák a játszott hőseiket. Lehetőség van eltiltani (ban) az egyes hősöket, de erre csak az a játékos a jogosult, aki a csapatban a legmagasabb szintű illetve rangú. A mód eléréséhez minimum tizennégy saját hőssel kell rendelkezni (ebbe beleszámítják a heti ingyenes hősöket is), továbbá a hősöknek minimum 5. szintűnek is kell lennie ahhoz, hogy választhatóak legyenek.
- Ranked (Rangsorolt): Ebben a módban a játékos már az aktuális szezon ligájában vesz rész, ahol más játékosok elleni győzelmekkel kerül egyre magasabbra, vereségekkel pedig egyre alacsonyabbra a ranglétrán. Ettől eltekintve ugyanolyan, mint a nem rangsorolt mód. A szezon nemcsak helyezéssel, hanem az adott rangon megszerezhető arany-, portré- (portrait), vagy akár hátas- (mount) jutalommal is díjazhat.
  - Hero League („Hős liga”): Egyéni játék, ahol a meccs előtt a rendszer azonos képességű játékosokat hoz össze egymással. Csak egyedül lehet indulni
  - Team League („Csapatliga”): Csapatos játék, ahol a meccs előtt a rendszer azonos képességű csapatokat hozz össze egymással. Lehetőség van két-, három-, és ötfős csapatok indulására.
- Brawl („Verekedés”): Ebben a játékmódban heti rendszerességgel változik a csatamező, és csak játékosokkal játszható, akik a meccs előtt vagy véletlenszerűen kapnak egy hőst vagy fordulónként választhatnak egyet a felajánlott három közül vagy csak egy bizonyos hőssel lehet menni. A fordulós pályákon természetesen az győz, aki előbb nyer két fordulót. Nagyon csekély eséllyel előfordulhat, hogy egy fordulóban minden játékos ugyanazon hőssel indul.
- Custom Game („Egyéni játék”): Ebben a játékmódban a meccset létrehozó játékos határozza meg a térképet és a csapattagokat. A heti Brawl térkép is szerepel a listán.

### Fejlődés
A fejlődési rendszer 2 felé van osztva;
- Hős szint (Hero Level) – Egy adott hős szintje. Minden meccs után a játszott hős kap tapasztalati pontot (experience point). A megszerezhető tapasztalati pontok mennyisége a meccs alatt elért szinttől és a játékmódtól függ (a játékosok elleni meccs több tapasztalati ponttal járhat, mint a gép elleniek). A hős fejlődése során aranyat, hozzá kötődő zsákmányládát, új portrét (portrait) és "beszólást" (taunt) lehet szerezni. Nincs maximális szintkorlát.
- Játékos szint (Player Level) – A játékos szintje a meglévő hőseinek szintjének összegéből áll össze (az egyes szintet leszámítva). Minden meccs után a játékos aranyat (gold) (lásd bővebben: Mikrotranzakció) kap, és ha az általa játszott hős szintet lép, akkor a játékos is. A megszerezhető aranymennyiség csak a játékmódtól függ (természetesen a játékosok elleni meccs több aranyat ér, mint a gép elleniek). A játékos fejlődése során egyre több heti ingyenes hős (lásd bővebben: Hősök (Hero)) közül választhat, aranyat és drágakövet illetve különböző minőségű "zsákmányládákat" (loot chest) (lásd bővebben: Mikrotranzakció) szerezhet (utóbbiak különféle egyéb jutalmakat tartalmazhatnak a számára). Nincs maximális szintkorlát.

### Hősök (Hero)

A játék menüje

A hősök döntő többsége a Blizzard Entertainment három nagy, a WarCraft, a StarCraft , a Diablo  és az Overwatch világából lettek áthozva a Nexusba. Egyes hősöket könnyebb, másokat nehezebb jól használni, de ez persze függ magától a játékostól is. Minden hős -a támadási hatótávolsága (melee, azaz közelharcos illetve ranged, azaz távolsági) mellett- meghatározott szerepkörbe (role) tartozik;
- Warrior („Harcos”) – A harcost közepes sebzés és magas életerő jellemzi, amely mindig a harc frontvonalában tevékenykedik. A legtöbb harcos hős magas életerő-regeneráció és/vagy a sérülések mértékét csökkentő képességekkel rendelkezik.
- Assassin („Bérgyilkos”) – A bérgyilkost nagy sebzés és kevés életerő jellemzi, amely a legyengült ellenséges hősökre jelent veszélyt. A legtöbb bérgyilkos hős képes lelassítani vagy más módon könnyen utolérni áldozatát.
- Support („Támogató”) – A támogatót közepes sebzés, kevés életerő és sok manna jellemzi, amely mindig a harcok mögött segíti a csapattársait. A legtöbb támogató hős képes gyógyítani, pajzsot létrehozni illetve hatékony erősítéssel (buff) szolgálni.
- Specialist („Specialista”) – A specialista feladata leginkább az ostrom illetve a csapattársai támogatása. Ez a típus a többiektől kisebb-nagyobb mértékben eltérő módon veszi ki részét a harcokból.
- Multiclass („Többosztályú”) – A többosztályú kettő vagy több típusú szerepkört is képviselhet, jellemzően a megfelelő tehetség (lásd: lentebb) kiválasztása függvényében.

Minden héten a szabad hősváltakozás (free hero rotation) keretében bizonyos hősök ingyenesen játszhatóak.
A meccs alatt a hős tapasztalati pontot szerez és szintet lépve válik egyre erősebbé és érheti el különböző képességeket. A többi MOBÁ-val szemben a Heroes of the Storm-ban nincsenek a hős által hordható tárgyak, a hősök pedig közös tapasztalati csíkon osztoznak, így téve egyszerűbbé és igazságosabbá a játékot. A hős halálakor a főépület mögötti elkülönített területen, az oltárban (altar) éled újra, a feltámadás ideje pedig a csapat szintjétől függ; minél magasabb, annál tovább kényszerülnek inaktívak maradni a tagok. Természetesen az "otthonkő" (hearthstone) nevű alapképesség használatával bármikor vissza lehet teleportálni az oltárhoz, hogy regenerálódjon a hős életereje és mannája.
A hős már 1. szinten rendelkezik a legtöbb képességével (ability) illetve egy tulajdonsággal (trait), 10. szinten pedig általában két „hősi” (heroic) képessége közül kiválaszthat egyet. Az 1., a 4., a 7., a 13., a 16. és a 20. szinten több „tehetség” (talent) közül is választhat egyet, amelyek a meglévő képességeket módosítják, de akár új képességekkel is gazdagíthatják a hőst. Jó néhány hős elérhet ú.n. "küldetés" (quest) tehetséget, amely az alaptámadás, a védekezés, egy adott képesség bizonyos számú használata vagy a felszedett regenerálógömbök számával módosít egy képességet vagy statisztikai értéket, és ha eléri a kitűzött célt, akkor jutalomként (reward) további erősítést kap. A 20. szint felett már nincs több tehetség, csak a hős lesz még erősebb, egészen a maximális 30. szintig.
További érdekesség, hogy a meccs alatt a hős használhat ún. „hátast” (mount), amely jelentősen megnöveli a mozgási sebességét, viszont képességei használatával vagy sérülés miatt a kedvező hatás azonnal elvész. Egyes hősök testfelépítésük illetve képességeik miatt nem használhatnak hagyományos hátast, cserébe rendelkeznek egyéni módszerekkel vagy képességekkel.

### Csatamezők (Battlegrounds)

A játék harc közben

A Heroes of the Storm egyik legnagyobb különlegessége a változatos tartalmú térképei, az ún. battleground-ok („csatamező”). A többi MOBÁ-hoz hasonlóan itt is két-három lane-t („sáv”) keresztező kisebb bázisok lerombolásával lehet elérni a térkép bal avagy jobb szélén fekvő főépületet, ám a győzelemhez vezető út nemcsak a szokványos ostromlásból áll; egyes csatamezőkön gyűjthető tárgyak, elfoglalandó objektumok illetve e két módszer ötvözésével lehet elérni erőteljes ostromszörnyet vagy pusztító támadásokat. Ezen lehetőségek révén a csata sokkal rövidebbé válhat, továbbá jó időzítéssel akár meg is fordíthatja annak kimenetelét.
- Alterac Pass – A csatamezőn a megszokott központi épület („core”) helyett előre megnevezett parancsnok (ún. „general”) minion áll, aki nagyban eltér a hagyományos főcélponttól; képes egy meghatározott területen belül mozogni, sebzése sokkal nagyobb, bónusz sebzéscsökkentő páncélzattal rendelkezik, továbbá harcon kívül teljesen fel is gyógyítja magát. Emiatt a csapat csak akkor járhat sikerrel, ha egyetlen nagy rohammal és a parancsnokkal szembeni jelentős normál minion túlerővel indul harcba. Ennek elősegítésére bizonyos időközönként 2 börtöntábor (ún. „prison camp”) aktiválódik a sávok közötti területeken, amelyeket elfoglalva kiszabadítható az ott raboskodó speciális minion, a lovasság (ún. „cavalry”). A kiszabadulás eltart egy ideig, és ha nem őrzik az ellenséges oldalán fekvő tábort, akkor nemcsak az ellenséges hősök, de a közönséges minion-ok is félbeszakíthatják a szökést (utóbbiak maguktól is megjelennek a tábornál, mint annak őrsége). Amelyik csapat előbb szabadítja ki a szövetséges lovasságát, az fogja hamarosan elindítani a három sávból egy-egy lovassági miniont, amelyek magas életerejük mellett sebzés- és mozgási sebességet növelő aurával is rendelkeznek, elősegítve ezzel az épületek ostromlását. További érdekesség, hogy minél több vártornyot (lásd: Épületek részt) rombolnak le, annál kevesebb páncéllal fog rendelkezni a parancsnok, a lovasságnak pedig minden egyes sikeres kiszabadítás után erősödik az aurájuk hatása, egészen a maximális 3 kiszabadításig.
- Battlefield of Eternity – A csatamező közepén található nagy területen két halhatatlan lény – egy angyal és egy démon (ún. „immortal”) küzd egymással. Amely csapat hamarabb legyőzi a másik halhatatlan lényét, az fog részesülni a győztes fél erejéből.
- Blackheart's Bay – A csatamezőn megjelenő ládákból és zsoldosoktól kieső aranyérméket (ún.„doubloon”) összegyűjtve, majd a térkép közepetáján található kalózszellemnek adva erős ágyúsorozatot intézhetünk az ellenség erődítményei ellen. A hős halála után az összegyűjtött aranyérmék azonnal elvesznek, és bárki felszedheti azokat.
- Braxis Holdout – A  csatamező északi és déli végpontján található két-két arénaszerű létesítmény. Amikor a pálya két fix pontján aktiválódó jelzőállomás (beacon) elfoglalja az egyik fél, a kettő baráti közül véletlenszerűen kiválasztott egyik ilyen létesítmény elkezd "feltöltődni" Zerg egységekkel. Ha az egyik fél eléri a 100%-ot, mindkét aréna kapuja kinyílik, és elindulnak a Zerg erők az ellenséges bázis felé. Minél tovább marad az egyik oldalon a két jelző fény, annál több és erősebb Zerg egységek fognak szabadulni a kiindulóhelyükről.
- Cursed Hollow – A csatamezőn elszórtan megjelenő varázsjelek (ún. „tribute”) összegyűjtve ideiglenesen megátkozhatjuk az ellenséget, akinek minion-jai 1 életerőponttal fognak rendelkezni, tornyai és erődítményei pedig nem fognak támadni.
- Dragon Shire – A csatamező északi és déli végpontján található a nap illetve a hold oltár, amelyeket elfoglalva aktiválódik a középen fekvő sárkányoltár („dragon altar”). Az itt található szoborra kattintva megidéződik a sárkánylovag („dragon knight”), akit egy csapattárs irányíthat egy ideig illetve pusztulásáig. A sárkánylovag tűzleheletével és a hősök nagy távolságra való elütésével is támadhat, épületekkel szemben pedig bónuszsebzéssel rendelkezik.
- Garden of Terror – A csatamezőn kert részeiben bizonyos időközönként magvak (seed) jelennek meg, amelyeket mozgó növényi minion-ok, az ún. „shamble”-ok védik. Ezekből a magvakból kell hármat összeszedni a csapatnak, amely után azonnal leszáll az est, és a három sávban megjelenik három „garden terror” nevű lény. A garden terror képes teljesen lebénítani az ellenséges épületeket, így őt támogatva sokkal könnyebben lerombolható a sávok védelme.
- Hanamura Temple –  A csatamező közepén bizonyos időközönként egy "payload" jelenik meg. A payload meghatározott pályán képes csak mozogni, egészen célállomásáig, ám csak akkor mozdul meg, ha minimum egy baráti hős a közelében van, és elkíséri odáig. Minden egyes baráti hős megnöveli a payload mozgási sebességét, egészen a maximális 3 hősig, ám ha akár egyetlen ellenséges hős a payload közelébe kerül, a jármű azonnal megáll. Ha a korábban mozgásra bírt payload közelében nincs egyetlen hős sem, akkor szintén egy helybe megáll, de ha eléri célállomását, akkor gyorsan egy rakétavető toronnyá alakul, és meghatározott számú lőszerrel automatikusan elkezdi lőni a legközelebbi sáv erődjét vagy vártornyát, majd eltűnik. Amikor a csapat lerombolja az ellenség erődítményeit, azzal felerősíti a legközelebbi payload-ot, így az további lövéseket intézhet majd a magasabb életerejű épületek vagy akár a központi "core" ellen.
- Haunted Mines – A csatamező alatti bányában található élőhalott lényeket legyőzve koponyákat (skull) lehet összegyűjteni. Alkalmanként összesen 100 koponyát lehet összegyűjteni, és minél többet szerez a csapat, annál erősebb lesz az első védvonal közeléből elinduló sírgólem („grave golem”). Az összegyűjthető koponyák elfogyásával a sírgólem automatikusan elindul az ellenséges bázis felé, megtámadva az ott álló épületeket.
- Infernal Shrines – A csatamező északi és déli felén valamint közepetáján három "pokoli oltár" (infernal shrine) található. Ezek közül bizonyos időközönként egy-egy aktiválódik, elfoglalva azt egy tucatnyi őrt idézz meg, akiket legyőzve megjelenik a büntető („punisher”), hogy a győztes csapatot támogassa. Ez a boss a többitől eltérően nemcsak kifejezetten a hősökre vadászik, hanem még három egyedi képesség közül is rendelkezik eggyel, ezzel téve nehezebbé elpusztítását.
- Sky Temple – A csatamező északi és déli végpontján valamint közepetáján egy-egy templom áll, amelyek bizonyos időközönként aktiválódik. Az aktív templomot elfoglalva annak legmagasabb obeliszkje a hozzá legközelebbi ellenséges épületet kezdi támadni, ám egyúttal semleges őrséget is megidéz, ezzel megnehezítve az erejét felhasználni akaró hősök dolgát. Az aktív torony addig támad, amíg ki nem fogy a lőszerből, ezután a megmaradt őrség azonnal el is pusztulnak.
- Tomb of the Spider Queen – A csatamezőn lévő ellenséges hősök és pók minion-ok ékköveket (gem) dobnak el haláluk után. Az összegyűjtött ékköveket a térképen található oltárok valamelyikébe lehet leadni, és ha összejön a kívánt mennyiség, mindhárom sávban megjelenik egy-egy nagy testű póklény, az ún. hálószövő („webweaver”), aki az ellenséges bázis felé veszi az irányt, megtámadva az ott álló épületeket. A hős halála után az összegyűjtött ékkövek azonnal elvesznek, de szövetségesei felszedhetik azokat.
- Towers of Doom – A csatamezőn nem lehet megközelíteni és közvetlenül megsebezni a központi épületet, viszont a térképen 4 oltár található, amelyek véletlenszerű sorrendben aktiválódnak. Ha egy csapat elfoglalja az aktív oltárokat, az erődök támadást intéznek a központi épülettel szemben. Ha a csapat lerombolja, majd elfoglalja az ellenség erődjeit, azzal az oltárok aktiválása utáni támadások erejét növelhetik meg, ha pedig az összes erőd az ő kezébe kerül, akkor maga a központi épület fogja folyamatosan támadni a másikét addig, amíg az ellenség le nem rombol legalább egy erődöt.A meccs vége felé a kezdőhely mellett található csatornalejárat kinyílik,aminek segítségével azonnal a csatatér közepére lehet jutni.
- Volskaya Foundry – A csatamező 3 előre meghatározott helyén  bizonyos időközönként véletlenszerűen aktiválódik egy kontrollpont (controll point). Ha a csapat legalább egy tagja a területén áll, a semleges állapotból hamar átvált az ő oldalukra és gyorsan elkezd feltöltődni a százalékos mutató. Ha eközben egy vagy több ellenséges hős a területre megy, leáll a számláló és ha nem sikerül őket legyőzni vagy a kontrollpont területén kívülre űzni, akkor az ő oldalukra fog állni. Amikor pedig a területet sikeresen megtartó csapat megnyeri az eseményt, a közelben megjelenik egy ún. "Triglav Protector". Ezt a idézett lényt a csapat két játékosa képes hatékonyan kihasználni; az első beszálló játékos lesz a lépegető pilótája, amely képes lerohanni egy területet, lebénítani az épületeket és védelmi bónuszt nyújtani a csapattagoknak, míg a második beszálló játékos lesz a lövész, aki tisztán támadóképességeket nyer. A lényt addig lehet irányítani, amíg le nem jár az ideje vagy el nem pusztítják. A csatamezőn található zsoldosok a fentebb leírt Hanamura csatamezőhöz hasonlóan működnek, de ez a csatamező egy újabb környezeti elemmel gazdagodik; a kontrollpontok mellett futó szállítószalagok a bennük álló hősök és egyéb egységek mozgási sebességét módosítják annak függvényében, hogy merről lépnek rá (értelemszerűen a szalag nyíllal jelzett irányával szembeni mozgás lassít, míg annak követése gyorsít).
- Warhead Junction – A csatamező 9 előre meghatározott helyén bizonyos időközönként véletlenszerűen jelennek meg nukleáris robbanófejek (warhead). Ha a csapat egy hőse felszed egyet, elérhetővé válik számára a nukleáris csapás lehetősége (nuke). Egy hős egyszerre csak egy robbanófejet tarthat magánál, és azt is elszórja, ha meghal, cserébe viszont bárhol és bármi ellen bevetheti annak rendkívül pusztító erejét, igaz, minél nagyobb távolságra van a bázis mélyén található rakétasilótól, annál tovább tart a kijelölt terület felé tartó rakéta útja.

A játékban elérhető egy teljesen egyszerű felépítésű csatamező, a Lost Cavern. Ez csak az egyéni játékban indítható illetve a heti Brawl mód lehetséges pályájaként szerepelhet. Csak egy sávval rendelkezik, nincsenek specifikus objektumai, a hazateleportálás és oltár gyógyítása pedig nem működik.

#### Nem-játékos karakterek
A többi MOBÁ-hoz hasonlóan itt is minden sávban ún. minionok („szolga”) indulnak a főépülettől egészen az ellenséges bázis elé. Vannak közelharcos, távolsági illetve varázsló minion-ok, utóbbi elpusztítása után életerő és manna-regeneráló gömböt szór el. Természetesen itt is a minion-ok pusztítása a legkönnyebb módja a tapasztalatszerzésnek.
A térkép bizonyos pontjain ún. mercenary-k („zsoldos”) találhatóak, akiket legyőzve nemcsak tapasztalatot szerez a hős, hanem az oldalára állva ők is segítenek harcolni egy sávban. Két zsoldostípus van; az ellenség hatósugarán kívülről támadó siege („ostrom”) és a minion-nál jóval kitartóbb és erősebb bruiser („bunyós”). Bizonyos csatamezőkön a felbérelt zsoldosok bónusz hatásokkal látják el a közelükben lévő hősöket (például felfedik a ellenséges láthatatlan hősöket vagy csökkentik az ellenséges hősök képességeivel okozott sérülések erejét) vagy felbérlés helyett egy egyszer használható tárgyat szórnak el (például erős gyógyítócsomagot, lehelyezhető lövegágyút), amit bármely hős felvehet és felhasználhat.
Az utolsó nem-játékos karaktertípus a főellenség (boss); ez a típus még a zsoldosoknál is jóval több életerővel és sebzéssel rendelkezik, bizonyos csatamezőkön pedig lehetőség van irányítani is. Egyes csatamezőkön ez a típus szolgálja a sikerhez vezető út alternatíváját, amely révén több bázispontot is le lehet rombolni a többi baráti hőssel karöltve, mielőtt végeznek vele avagy lejár az ideje.

#### Épületek
A csatamezőkön több bázis is található, amelynek kijáratait két torony (tower) őrzi, az ellenség továbbhaladását pedig egy kapu (gate) és fal (wall) akadályozza (a kapun keresztül csak a szövetséges hősök és lények látnak és haladhatnak át, a fal lerombolása pedig lehetőséget nyújt a mögötte lévő ellenséges hős eléréséhez). A védelem első vonala mögött található egy erőd (fort) és egy gyógykút (healing fountain). Utóbbit használva a hős jelentős mennyiségű életerőt és mannát regenerálhat lassan vissza (így nem kell hazateleportálnia), cserébe viszont 2 percig nem használhatja újra. A csapat az első vonal elpusztításával megnövelheti a szabadon bejárható terület méretét, ezzel elérve a második vonalat. Ez a vonal a központi épület, az ún. core („mag”) előtt helyezkedik el, és ugyancsak két pár torony és egy kapu, mögötte pedig egy vártorony (keep) és egy újabb gyógykút található. Ha a vártornyot lerombolják, az adott sávban elindulnak az ostrom minion-ok is, ezzel a főépület védelmére kényszerítve az ellenséget.
A támadóépületek mesterséges intelligenciája úgy lett beállítva, hogy elsősorban a nem-játékos karaktereket támadja (legyen az minion, zsoldos vagy a hős által megidézett lény (summon). Az erőd és a vártorony képes észlelni a láthatatlan hősöket.
A legtöbb csatamezőn található egy-két őrtorony (watchtower), amely elfoglalását követően maga körül, nagy területen rálátást biztosít a stratégiailag fontos területekre.

## Mikrotranzakció
A játék mikrotranzakciója minőségbeli kategóriákra osztja az egyes megvásárolható dolgokat; alap (base), ritka (rare), epikus (epic) és legendás (legendary). Minél jobb minőségű vagy értékesebb egy adott dolog, annál többe kerül.
- Hős – A hős megvásárlása során a játékos automatikus megkapja két alap kinézetét is. Az adott hős minőségét a vele való játék relatív nehézsége határozza meg.
- Kinézet (Skin) – Egy adott hős színvariációja, vagy akár teljesen más tematikájú verziója.
- Hátas (Mount) – A hősök által használható hátasok, és azok szín- és témavariációi.
- Zászló (Banner) – A hősök által automatikusan lehelyezett különféle színű és tematikájú zászlók. Akkor lép működésbe, amikor a hős lerombolja az ellenség erődítményeit, legyőzi a zsoldostáborok lakóit vagy teljesíti a csatamező meghatározott célkitűzéseit.
- Spray – A hős közvetlen közelébe lévő terepre festhető szimbólumok.
- Bemondó (Announcer) – A meccs alatti általános bemondó szinkronját felcserélő, meghatározott hőssel felmondott verziói.
- Hangbetét (Voice Line) – A meccs alatt az adott hős által lejátszható egyszerű hangbetétek.
- Emodzsi (Emoji) – A párbeszédpanelen (chat) felhasználható, az adott hőshöz igazodó pixeles szimbólumok, hangulatjelek.
- Portré (Portrait) – A játékost megszemélyesítő ikonképek.
- Stimpack – A meccs után szerezhető tapasztalati pont- és aranyjutalmat megnövelő bónuszhatás, és annak meghatározott időtartamú verziói.

Ezek a kategóriák a játékos kollekciójában (collection) nézhetők át, és vásárolhatóak meg. A hősöket a megvásárlás előtt lehetőség van kipróbálni egy egyszerű térképen, akár a kijelölt kinézettel együtt. Az egyes hősök testreszabása viszont a hős kiválasztása során elérhető "felszerelés" (loadout) menüpontban lehetséges, ahol meghatározhatjuk a kinézetét, a hátasát, a zászlaját, spray-jét, a bemondóját, és a hangbetétét. Minden hős három lehetséges felszerelést menthet el, akár egyedi megnevezéssel.
A játékos és a hős fejlődése során zsákmányládát (loot chest) lehet szerezni, amely a fentebb felsorolt dolgokat tartalmazhatja, természetesen véletlenszerű mennyiségben és minőségben. A megszerzett ládákat a "zsákmány" (loot) menüpontban lehet elérni, és a veterán ládát (veteran chest) leszámítva minden további ládatípus négy lehetséges jutalmat tartalmaz. A fejezet legelején meghatározott minőségbeli kategóriák itt is érvényesek, tehát ha egy bizonyos dolog minél jobb, annál ritkább jutalom is. Minden egyes ládát lehetőség van újrasorsolni (reroll), egyre növekvő aranyért cserébe. Ha a játékos egy már meglévő jutalmat szerzi meg újra, az automatikusan átalakul a minőségéhez igazodó mennyiségű szilánkká.
A mikrotranzakció négy lehetséges pénznemmel működik;
- Arany (Gold) – Általános pénznem, amelyet a meccsek után, a napi küldetések (daily quest) és a heti brawl-ek teljesítésével, illetve a játékos és a hős fejlődése során lehet szerezni. Hősök megvásárlására és a zsákmányládák újrasorsolására használható.
- Drágakő (Gem) – Bizonyos játékosszintek után illetve valódi pénzért megvásárolható másodlagos pénznem. Hősök és bizonyos akciós csomagok (bundle) megvásárlására használható.
- Szilánk (Shard) – A zsákmányládákból közvetve (jutalmak duplikációi során történő átváltás) és közvetlenül megszerezhető harmadlagos pénznem. A csomagok, a hősök, és a stimpack-ek kivételével minden egyéb dolog megvásárlására használható.